# Il segreto di Susanna
Il segreto di Susanna és una òpera en un acte d'Ermanno Wolf-Ferrari, amb llibret d'Enrico Golisciani. S'estrenà al Hoftheater de Múnic el 4 de desembre de 1909. A Catalunya es va estrenar al Liceu de Barcelona el 2 de desembre de 1916.

## Origen i context
Il segreto di Susanna és un tribut al gènere que Pergolesi va inaugurar a principis del segle xviii amb La Serva Padrona i que va ser el germen de l'escola napolitana del mateix segle, els màxims exponents de la qual van ser Cimarosa, Mozart i Rossini. Però no només en l'aspecte musical, també és un tribut pel que fa a la seva estructura (una soprano, un baríton i un actor mut) i argument. A més, al llarg del desenvolupament de l'obra, trobem altres "coincidències" que reten homenatge a altres compositors hereus també de la mateixa tradició. En efecte, els personatges del comte i la comtessa recorden als protagonistes de Les noces de Fígaro i al final es fa referència al Falstaff verdià quan comenten Tutto è fumo a questo mondo, fent expressa al·lusió a Tot en el món és burla. Il segreto di Susanna és un intermezzo exemple de l'estil eclèctic del compositor. El seu llenguatge és hereu de l'estètica de la Giovane Scuola Italiana, proper a contemporanis com Zandonai, però també hi és molt present la influència d'altres corrents musicals anteriors i contemporànies, com el modernisme (Franz Schreker, Richard Strauss …) o l'impressionisme francès.

## Argument
La història es basa en un fet molt simple, però que provoca divertides complicacions. El comte Gil i la comtessa Susanna s'han casat recentment, i la novençana no s'atreveix a confessar al seu marit que li agrada fumar cigarretes, per por que ell desaprove aquesta afecció i la renye. Així que no li queda altre remei que fumar quan ell és fora de casa, o quan se li presenta la més minsa oportunitat. Gil s'adona que la casa fa olor de tabac, i això provoca la seua gelosia. Sense pensar ni per un instant que la seua muller pot ser-ne la culpable, creu que ella té un amant secret. Les acusacions d'ell la porten a inventar tota mena d'excuses absurdes, que semblen confirmar les sospites del marit. S'hi estableix un joc de malentesos, amb el qual ella es mostra emporuguida i confusa i ell enrabiat; i l'estupidesa del criat no fa més que acréixer la confusió. Al remat, el comte Gil considera que ha de conèixer la veritat, fins i tot a costa de la seua felicitat. Segueix el suposat amant per tota la casa, d'habitació en habitació, olorant el fum de tabac que va deixant. Quan ja creu que l'ha enxampat, veu que la fumadora és la seua bonica i encisadora muller. Ella es mostra tan dolça en ser descoberta practicant el seu vici preferit, i ell està tan alleujat en veure que no hi ha cap amant que la parella fa la pau amb gran delit.